# Marcel Domingo

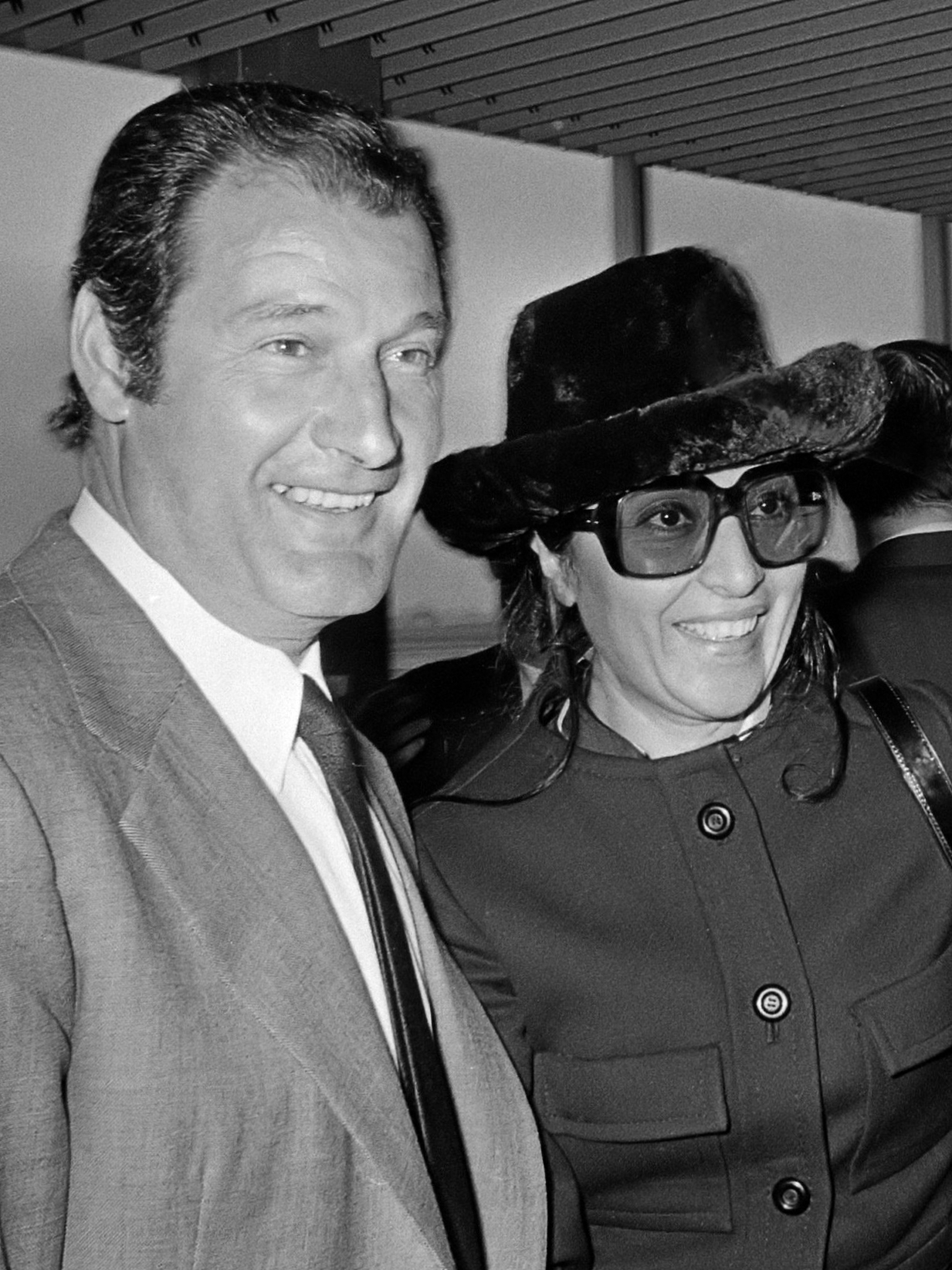
Marcel Domingo 1971

Marcel Domingo (* 15. Januar 1924 in Salin-de-Giraud; † 10. Dezember 2010 in Arles) war ein französischer Fußballspieler und -trainer, der außer in seinem Herkunftsland insbesondere auch in Spanien erfolgreich gearbeitet hat.

## Spielerkarriere
Marcel Domingo spielte seit seiner Jugend als Torhüter, zunächst beim Amateurverein seines südfranzösischen Geburtsortes, dem AC Arles. Am Ende des Zweiten Weltkriegs ging er zunächst zum OGC Nizza und wurde anschließend vom Hauptstadtverein Stade Français verpflichtet. Mit dieser von Helenio Herrera trainierten Mannschaft stieg Domingo 1946 aus der zweiten in die erste Division auf, aber anschließend gelang es trotz einer Reihe namhafter Mitspieler (unter anderem Larbi Ben Barek, Louis Hon, Alfred Aston, Joseph Ujlaki und André Simonyi) nicht, einen Titel in Meisterschaft oder Landespokal zu gewinnen. Im April 1948 bestritt er allerdings auch ein A-Länderspiel für Frankreich (1:3 gegen Italien). Es blieb das einzige des „groß gewachsenen, schlanken und spektakulären Torhüters“, weil der Stammplatz in jenen Jahren Julien Darui gehörte; außerdem wurden Auslandsprofis damals nicht mehr berücksichtigt.
Als Herrera 1948 Paris verließ, um in Spanien zu arbeiten, folgte ihm auch der Torwart. Er spielte zunächst bei Espanyol Barcelona und anschließend zwei Jahre für Atlético Madrid. Im Herkunftsland seiner Vorfahren wurde Domingo nicht nur bereits in seiner ersten Saison als bester Torwart der Liga mit dem Trofeo Zamora ausgezeichnet, sondern sowohl 1950 als auch 1951 spanischer Meister – unter Trainer Herrera und in einer Mannschaft mit Ben Barek. Anschließend kehrte er nach Frankreich zurück und gewann mit dem OGC Nizza zwölf Monate später auch dort zwei Titel: Nizza errang als Meister und Pokalsieger sogar den Doublé. An der Côte d’Azur bildete er den sicheren Rückhalt einer Mannschaft aus Routiniers und Talenten wie Abdelaziz Ben Tifour, Antoine Bonifaci, Luis Carniglia und Victor Nurenberg. Zudem erreichte er mit den Aiglons nach Saisonende das Endspiel um die Coupe Latine, das am Ende allerdings der FC Barcelona mit 1:0 für sich entschied.
Dennoch zog es ihn gleich danach nach Spanien zurück, wo er die folgenden vier Jahre das Tor von Espanyol Barcelona hütete. 1953 wurde er wiederum mit dem Trofeo Zamora ausgezeichnet. Ab 1956 spielte Marcel Domingo dann noch für Olympique Marseille, gewann 1957 die Coupe Charles Drago und beendete ein Jahr darauf nach 152 Erstligaspielen in Spanien und rund 120 in Frankreich seine Spielerkarriere.

### Vereinsstationen
- AC Arles (bis 1944, als Amateur)
- OGC Nizza (1944/45)
- Stade Français Paris (1945–1948, 1945/46 in D2)
- Espanyol Barcelona (1948/49)
- Atlético Madrid (1949–1951)
- OGC Nizza (1951/52)
- Espanyol Barcelona (1952–1956)
- Olympique Marseille (1956–1958)

## Trainerlaufbahn
Direkt anschließend kehrte Marcel Domingo wiederum nach Spanien zurück; dort hat er während der nächsten 25 Jahre eine Vielzahl von Mannschaften trainiert (siehe hierunter) und sich eine hohe Reputation erworben. Sein erster Verein als Trainer war auch sein letzter spanischer als Spieler gewesen, nämlich Espanyol Barcelona. Am erfolgreichsten war er Anfang der 1970er Jahre bei Atlético Madrid. Die von ihm betreute Elf, in der Spieler wie Javier Irureta, José Eulogio Gárate, Luis Aragonés, Rodri und Torhüter Adelardo standen, gewann 1970 den spanischen Meistertitel und 1972 den Wettbewerb um den Königspokal. Außerdem erreichte Atlético im Europapokal der Meister 1971 das Halbfinale, in dem allerdings Ajax Amsterdam die Oberhand behielt. Der von Domingo trainierte FC Valencia gewann 1979 gleichfalls den spanischen Pokal; allerdings war der Trainer kurz vor dem Endspiel entlassen worden.
In diesem Vierteljahrhundert ist Marcel Domingo nur für ein Jahr in Frankreich tätig gewesen: In der Saison 1981/82 misslang der Versuch, OGC Nizza vor dem Sturz in die Zweitklassigkeit zu bewahren. 1984 kehrte er endgültig in sein Geburtsland zurück. Mit Zweitligist Olympique Nîmes scheiterte er zweimal knapp am Aufstieg, 1985 sogar erst in den Barrages. Zum Abschluss seiner Karriere trainierte er die Ligamannschaft des AC Arles, jenes Vereins, bei dem er seine ersten Jahre als Spieler verbracht hatte. In dieser Stadt setzte er sich nach einem letzten kurzen Interim bei Hércules Alicante auch zur Ruhe und ist dort, einen Monat vor seinem 87. Geburtstag, gestorben.

### Vereinsstationen
- Espanyol Barcelona (1958/59)
- UD Las Palmas (November 1959–1960)
- UE Lleida (1962/63)
- FC Pontevedra (1964/65)
- FC Córdoba (1966–1968)
- FC Granada (1968/69)
- Atlético Madrid (1969–1972)
- FC Málaga (1972–Januar 1975)
- FC Elche (November 1975–1976)
- FC Burgos (1976/77)
- FC Valencia (1977–April 1979)
- Atlético Madrid (März–Juni 1980)
- OGC Nizza (1981/82)
- Betis Sevilla (Januar–Juni 1983)
- RCD Mallorca (November 1983–1984)
- Olympique Nîmes (1984–1986, in D2)
- AC Arles (1988/89, im Amateurbereich)
- Hércules Alicante (1989)

## Palmarès

### Als Spieler
- Spanischer Meister: 1950, 1951
- Französischer Meister: 1952
- Französischer Pokalsieger: 1952
- Gewinner der Coupe Charles Drago: 1957
- Finalist der Coupe Latine: 1952
- 1 A-Länderspiel für Frankreich (1948)
- Gewinner des Trofeo Zamora: 1949, 1953

### Als Trainer
- Spanischer Meister: 1970
- Gewinner des spanischen Pokals: 1972, 1979 (beim Endspiel allerdings nicht mehr Trainer)
- Halbfinalist im Europapokal der Meister: 1971